# Giuseppe Giannini
Giuseppe Giannini (Róma, 1964. augusztus 20. –) olasz válogatott labdarúgó és edző. Tagja az AS Roma hírességek csarnokának.

## Pályafutása

### Klubcsapatban
Rómában született. Pályafutását az Almas Roma nevezetű helyi csapat utánpótlásában kezdte. még fiatalon több nagy csapat érdeklődését felkeltette, de végül az AS Roma szerződtette, a rivális SS Lazio, vagy az AC Milan helyett. A Serie A-ban 1982. január 31-én mutatkozott be egy Cesena elleni 1–0-s vereség alkalmával. A Rómában több mint 400 alkalommal lépett pályára az elkövetkező tizenöt évben. Idővel megkapta a csapatkapitányi karszalagot és a 10-es mezt. Az 1982–83-as szezonban bajnoki címet szerzett, emellett háromszoros olasz kupagyőztes. Lemaradt a Bajnokcsapatok Európa-kupájának 1983–84-es döntőjéről, de pályára lépett az UEFA-kupa 1990-91-es döntőjében.
1996-ban elhagyta a Rómát és az osztrák Sturm Grazhoz igazolt, ahol mindössze csak egy félévet töltött és honvágy miatt visszatért Olaszországba. A későbbiekben játszott még a Napoliban és a Leccében.

### A válogatottban
Az olasz U21-es válogatottban 1984 és 1986 között 16 mérkőzésen egyszer volt eredményes. Részt vett az 1986-os U21-es Európa-bajnokságon, ahol ezüstéremmel zártak. A döntő első mérkőzésén gólt szerzett Spanyolország ellen. A visszavágón azonban büntetőkkel 3–0 arányban alulmaradtak, többek között Giannini is kihagyta a maga büntetőjét.
1986 és 1991 között 47 alkalommal szerepelt az olasz válogatottban és 6 gólt szerzett. 1986. december 6-án mutatkozott be egy Málta elleni 2–0-s győzelem alkalmával.
Részt vett az 1988-as Európa-bajnokságon, ahol bekerült a torna csapatába, illetve az 1990-es világbajnokságon, melyen hazai pályán bronzérmet szereztek. A második csoportmérkőzésükön betalált az Egyesült Államok kapujába, amivel 1–0-ra nyertek. Utolsó mérkőzését 1991. október 12-én játszotta a nemzeti csapatban a Szovjetunió ellen.

## Sikerei, díjai

### Játékosként
AS Roma
- Olasz bajnok (1): 1982–83
- Olasz kupa (3): 1983–84, 1985–86, 1990–91
- UEFA-kupa döntős (1): 1990–91

Sturm Graz
- Osztrák szuperkupa (1): 1996
- Osztrák kupa (1): 1996–97

Olaszország
- Világbajnoki bronzérmes (1): 1990

### Edzőként
Gallipoli
- Lega Pro Prima Divisione (1): 2008–09

## Külső hivatkozások
- Giuseppe Giannini – a FIFA adatbázisában
- Giuseppe Giannini adatlapja a National-Football-Teams.com oldalon (angolul)

- Giuseppe Giannini (angol nyelven). FootballDatabase.eu
- Giuseppe Giannini (angol nyelven). eu-football.info
- Giuseppe Giannini (olasz nyelven). figc.it, FIGC. [2018. július 28-i dátummal az eredetiből archiválva]. (Hozzáférés: 2018. július 28.)